# HMS E1
HMS E1 – brytyjski okręt podwodny typu E. Zbudowany w latach 1911–1912 w Chatham Dockyard, w Chatham. Okręt został wodowany 9 listopada 1912 roku i rozpoczął służbę w Royal Navy 6 maja 1913 roku. 
W 1914 roku E1 stacjonował w Harwich przydzielony do Ósmej Flotylli Okrętów Podwodnych (8th Submarine Flotilla) pod dowództwem LCdr. Noel F. Laurence'a. 
Po podpisaniu układu pokojowego pomiędzy Rosją a Cesarstwem Niemieckim, w czasie wojny domowej w Finlandii, siły niemieckie - Ostsee-Division wylądowały w Hanko i w błyskawicznym tempie dotarły do Helsinek. Aby nie oddać okrętu w ręce wroga, 5 kwietnia 1918 roku, załoga zatopiła E1 u wejścia do portu w Helsingfors Bay w Helsinkach.